# Duss
Duss is een bedrijf dat in 1998 begon met de ontwikkeling van een zeer lichte motorfiets.
De bedrijfsnaam was: Duss Technics, Menznau, Zwitserland.
Zwitsers familiebedrijf van Andrea, Adrian en Roland Duss, dat zich in 1998 tot doel stelde een zeer lichte (140 kg) 1000cc-V-twin op de markt te zetten. Een prototype werd in september 2004 getoond. 